# علف‌انبانی
انبانی، پشه‌گیر (نام علمی: Utricularia) نام یک سرده از تیره علف‌انبانیان است.